# MycoBank
MycoBank — проект, целью которого является регистрация и хранение сведений о микологической номенклатуре грибов, а также связанных с нею данных, например, описаний и иллюстраций новых таксонов. При регистрации названия нового таксона эксперты проверяют его соответствие требованиям Международного кодекса ботанической номенклатуры во избежание номенклатурных ошибок, при этом все предоставленные авторами сведения остаются конфиденциальными до момента официального опубликования названия.
Онлайновая база данных MycoBank позволяет также получить информацию обо всех ранее опубликованных названиях таксонов грибов рангом от царства до вида и ниже.